# 指南通
指南通（英語：Compass Card）是美國加利福尼亞州聖迭戈縣的一種電子票證，用於公共交通。指南通由聖迭戈政府協會管理，並可在聖迭戈縣一系列不同交通系統中使用，包括MTS巴士、聖迭戈有軌電車、北縣巴士、聖迭戈海岸快鐵及疾速號。
指南通卡片和收費系統由立方交通系統生產。
2021年8月31日，指南通停用，由Pronto卡全面取代。